# C 13
Jeskyně C 13 (Třináctka) leží v severní části CHKO Moravský kras na pravé straně Hradského (Holštejnského) žlebu jižně od obce Holštejn. Je součástí největšího jeskynního systému v Česku – Amatérské jeskyně.
Jeskyni objevili speleologové v roce 1964 poté, co pronikli do 50m hluboké propasti s aktivním tokem Bílé vody na jejím dně (dóm Halucinací). Potápěčský průzkum prokázal, že se jedná o rozsáhlou oblast zatopených sifonů. Tento poznatek byl krutě zaplacen roku 1965 tragickou smrtí Jiřího Šlechty, který zemřel při speleopotápěčském pokusu po úrazu hlavy. Po této události převzali další výzkumy profesionální speleologové, kteří sestřelovali stropy sifonů směrem po toku Bílé vody až do roku 1970, kdy byla objevena Amatérská jeskyně, přičemž zbývalo necelých 100 m k průniku do volných prostor Staré Amatérské jeskyně. Tuto část proplavali potápěči roku 1983, stejně jako sifony do jeskyně Spirálky v roce 1980. 
Podzemní tok Bílé vody se na jih od obce Holštejn propadá do podzemí, protéká dolními patry jeskyní Nová Rasovna, Piková dáma, Spirálka, C 13 do Staré a Nové Amatérské jeskyně, kde se v podzemí spojuje s tokem Sloupského potoka a tím vzniká Punkva.